# Đi đến nơi có gió
Đi đến nơi có gió (tiếng Trung: 去有风的地方, bính âm: Qù yǒu fēng de dìfāng, Hán-Việt: Khứ hữu phong đích địa phương) là một bộ phim truyền hình hiện đại đời thường của Trung Quốc. Phim do Đinh Tử Quang đạo diễn, viết kịch bản bởi Thủy Thiên Mặc, Vương Hùng Thành với sự tham gia của 2 diễn viên chính Lưu Diệc Phi và Lý Hiện. Bộ phim khai thác đề tài chữa lành, khởi nghiệp xoay quanh hành trình rời bỏ thành phố về quê lập nghiệp, khai phá du lịch giúp đổi mới quê hương cũng như câu chuyện tình yêu nhẹ nhàng của Hứa Hồng Đậu và Tạ Chi Dao.
UNESCO đánh giá bộ phim đã phát huy sức mạnh của Di sản văn hóa phi vật thể, làm hồi sinh nền kinh tế thôn Vân Miêu, Đại Lý. Đầu năm 2023 bộ phim được tờ báo The New York Times đề cử là một trong những bộ phim truyền hình quốc tế xuất sắc năm 2023.
Tân Hoa Xã xác nhận bộ phim đã khiến lượng tìm kiếm địa điểm quay phim, du lịch tại Vân Nam tăng gấp 50 lần. Trung Quốc Tân Văn xã, Nhân dân nhật báo đưa tin sau khi Đi đến nơi có gió phát sóng tác phẩm đã góp phần kích thích nền kinh tế du lịch địa phương bùng nổ. Trần Chân Vĩnh phó bí thư Đại Lý khảng định du lịch Đại Lý phục hồi mạnh mẽ dịp Tết Nguyên đán năm 2023 phần lớn do tác động của bộ phim.
Dựa trên dữ liệu từ Sở Văn hóa và Du lịch tỉnh Vân Nam, khu vực đã đón tổng 45,1461 triệu lượt khách du lịch trong dịp Tết Nguyên Đán, doanh thu thu được từ du lịch là 38,453 tỷ NDT, trung bình tăng 130% so với 2019, lập mức kỉ lục doanh thu mới trong lịch sử ngành du lịch nghỉ dưỡng.

## Nội dung
Cuộc sống và công việc của Hứa Hồng Đậu rơi xuống dốc vì cái chết của người bạn thân nhất. Cô một thân một mình đến một "tiểu viện Hữu Phong" ở thôn Vân Miêu tại Đại Lý để nghỉ ngơi điều chỉnh tâm trạng. Ở đó, cô gặp Tạ Chi Dao, một người đã bỏ công việc lương cao và trở về lại quê hương để khởi nghiệp, cũng như gặp ngỡ một nhóm các bạn đồng trang lứa đến từ các thành phố lớn khác.
Sau khoảng thời gian tiếp xúc với nhau, Tạ Chi Dao cảm nhận được sự tốt bụng và nghiêm túc của Hứa Hồng Đậu, và mời Hứa Hồng Đậu ứng dụng kinh nghiệm nhiều năm của mình trong ngành khách sạn để giúp nâng cao nhận thức của nhân viên địa phương trong cách phục vụ và giúp phát triển ngành văn hóa du lịch của thôn Vân Miêu. Đồng thời, Hứa Hồng Đậu cũng cảm động trước lý tưởng xây dựng quê hương, tạo công ăn việc làm cho người lao động trẻ, người có tuổi có được đời sống ấm no hơn của anh, về sau hai người đã nảy sinh tình cảm với nhau và cuối cùng đến với nhau.
Ở Đại Lý, Hứa Hồng Đậu cùng với những người trong tiểu viện đó đã cảm động trước tính cần cù, kiên cường, cũng như cuộc sống đắng cay ngọt bùi của người dân địa phương, họ suy ngẫm lại về quá khứ, giúp đỡ và truyền cảm hứng cho nhau, điều chỉnh lại tâm trạng của họ ở một nơi đầy gió này, và tiếp thêm sức mạnh để bắt đầu lại.

## Diễn viên

### Tuyến nhân vật chính
| Diễn viên       | Vai diễn       | Giới thiệu | Ghi chú |
| --------------- | -------------- | --- | ------- |
| Lưu Diệc Phi    | Hứa Hồng Đậu   | Cựu Trưởng bộ phận lễ tân khách sạn 5 sao. Hứa Hồng Đậu 30 tuổi, người Sơn Đông sống tại Bắc Kinh. Cô là người có tính cách vô cùng quật cường, lòng tự trọng cao, không bao giờ chịu thua và không muốn cho mọi người thấy được khía cạnh dễ bị tổn thương của mình. Ngoài công việc, cô ấy đối với mọi người rất thẳng thắn bộc trực, không dễ bị ức hiếp, cũng không biết nịnh nọt khéo léo, lao đầu vào công việc, sống tằn tiện và muốn có thể định cư lâu dài ở Bắc Kinh. Mãi cho đến khi người bạn thân của cô là Trần Nam Tinh, người cùng cô phấn đấu trong một thời gian dài ở Bắc Kinh bị ung thư, cô bỗng đột nhiên nhận ra rằng, mình đã bị trần tục "thành công" bắt cóc và rơi vào vòng luẩn quẩn mất nhiều hơn được. Hứa Hồng Đậu đã từ bỏ công việc bận rộn của mình và đến với Đại Lý để điều chỉnh lại bản thân, muốn tìm lại phương hướng và ý nghĩa của cuộc đời mình. | [ 31 ]  |
| Lý Hiện         | Tạ Chi Dao     | Một người từ bỏ công việc lương cao để trở về lại quê hương khởi nghiệp, cũng như gặp ngỡ một nhóm bạn đồng trang lứa đến từ các thành phố lớn khác. Là ông chủ ở trấn Đại Lý, có bằng thạc sĩ kinh tế, từng là giám đốc của một công ty vốn mạo hiểm ở Bắc Kinh. Đầu óc thông minh, dáng dấp đẹp trai, quyết đoán, anh luôn là người nổi bật nhất so với các bạn bè cùng lứa. Nội tâm nhiệt tình, ấm áp, sống tình cảm nhưng bề ngoài lại có chút du côn. Thích sống một cuộc tự do, không muốn trở thành kiểu mẫu tài giỏi điển hình trong thành phố. Muốn xây dựng quê hương mang cơ hội việc làm tới người dân. | [ 32 ]  |
| Hồ Băng Khanh   | Lâm Na (Na Na) | Khách du lịch dài hạn kiêm nhân viên pha chế bán thời gian tại quán coffee ở trấn. Quá khứ phải chịu nhiều tổn thương vì bị bạo lực mạng. | [ 33 ]  |
| Ngưu Tuấn Phong | Hồ Hữu Ngư     | Nhạc sĩ bán thời gian ở 1 quán bar trong tiểu trấn, đồng thời là một trong những cư dân tại tiểu viện hữu phong. | [ 34 ]  |

### Cư dân tiểu viện Hữu Phong
- Dương Côn vai thím a Quế
- Đồ Tùng Nham vai Mã Khâu Sơn - Doanh nhân, mở quán trà cùng Tạ Chi Dao
- Triệu Tử Kỳ vai Bạch Mạn Quân
- Mã Mộng Duy vai Chu Tình Thiên (Đại Mạch) - nhà văn mạng

### Gia đình họ Tạ
- Mã Bách Toàn vai Tạ Chi Viễn - em trai cùng cha khác mẹ của Tạ Chi Dao
- Ngô Ngạn Xu vai bà Tạ - bà Tạ Chi Dao
- Đổng Tình vai Tạ Hiểu Xuân - chị Tạ Hiểu Hạ
- Sử Bành Nguyên vai Tạ Hiểu Hạ
- Phó Ca vai Tạ Hòa Thuận
- Diêu An Na vai Tạ Cầm
- Tiêu Cương vai Tạ Tứ Bình
- Mã Dực vai Tạ Cường

### Cư dân thôn Vân Miêu
- Phạm Soái Kỳ vai Hoàng Hân Hân - cán bộ ủy ban thôn
- Ngải Lệ Á vai dì Phượng
- Lưu Giai vai Lý Bảo Bình
- Tạ Vũ Đồng vai thím Hoa

### Ngoài thôn Vân Miêu
- Ngô Thiến vai Trần Nam Tinh - Bạn thân Hứa Hồng Đậu. Qua đời vì ung thư tuyến tụy giai đoạn cuối.
- Hách Bình vai Hứa Kiến Quốc - cha Hứa Hồng Đậu.
- Thôi Dịch vai Lưu Quế Cầm - mẹ Hứa Hồng Đậu.
- Cung Bội Bật vai Hứa Hồng Mễ - chị Hứa Hồng Đậu
- Tiết Thục Kiệt vai bà Đậu - Bà ngoại Hứa Hồng Đậu
- Tăng Thuấn Hy vai Minh Vũ

- Hách Văn Đình vai Thẩm Hiểu Mai
- Chu Ba vai chú Hướng Đông
- Bành Tất Dao vai Cáp Tử
- Lưu Mỹ Hàm vai La Lệ
- Trương Lỗi vai Dương Đức Thanh
- Uyển Nhiễm vai Trần Lan Chi
- Lưu Kim Long vai Lưu tổng
- Triệu Bồi Lâm vai Hồng Hồng
- Vương Thiên Vũ  vai Tiểu Lượng
- Lý Vĩ Long vai Dương Quan Quân
- Vương Nhất Quân vai Lưu Quế Sanh
- Trình Viện Viện vai Tiểu Vi
- Từ Tử Lực vai Diệp Sâm
- Triệu Tịnh Y vai Duẩn tử
- Tống Phương Viên vai Tiểu Nguyệt
- Trình Tử Hân vai Trương Hiểu Lam
- Hàn Hân Đồng vai Khả Hân
- Liêu Ngân Nguyệt vai Lý Mỹ Ngọc
- Tôn Mẫn vai Dương A Công
- Lý Phương Minh vai Đại Hiệp
- Trần Tiếu Hàm vai Tiểu Tân
- Lý Gia Minh vai Lưu Húc
- Kiều Tân Phong vai Trần Ba
- Trương Thế Hoàn vai chú a Xương
- Lý Quân vai chú Trạch Thanh
- Lễ Hưởng vai cha Hổ Tử
- Từ Tử Gia vai Đà Đà
- Trương Hạo vai cha Tiểu Cầm
- Triệu Ái Thành vai La Tiểu Kiều
- Cẩu Tử Hiên vai Lý Hử Hiên

## Sản xuất và phát hành
- Bộ phim được khởi quay vào đầu tháng 3 năm 2022 tại Đại Lý.[35]
- Ngày 18 tháng 5 năm 2022, đoàn phim phát hành poster khái niệm đồng thời công bố 2 diễn viên chính là Lưu Diệc Phi và Lý Hiện.[36][37]
- Ngày 29 tháng 11 năm 2022 phim lấy được giấy phép phát hành với tổng số 40 tập.[38]
- Ngày 30 tháng 12 đoàn phim công bố trailer cùng poster quảng bá đầu tiên, đồng thời công bố lịch phát sóng từ ngày 03 tháng 01 năm 2023 trên đài truyền hình vệ tinh Hồ Nam và Mango TV.[39][40]

| Nền tảng phát sóng     | Khu vực    | Ngày phát sóng       | Giờ phát sóng | Ghi chú |
| ---------------------- | ---------- | -------------------- | ------------- | ------- |
| Đài Truyền hình Hồ Nam | Trung Quốc | 03 tháng 01 năm 2023 | 20:00         |         |
| Mango TV               | Trung Quốc | 03 tháng 01 năm 2023 | 20:00         |         |
| VieON                  | Việt Nam   | 03 tháng 01 năm 2023 | 20:00         |         |
| Phim HOT TK-L          | Việt Nam   | 03 tháng 01 năm 2023 | 20:00         |         |
| Tv360                  | Việt Nam   | 03 tháng 01 năm 2023 | 20:00         |         |
| IQIYI                  | Đài Loan   | 03 tháng 01 năm 2023 | 20:00         |         |
| Viki                   | Mỹ         | 03 tháng 01 năm 2023 | 20:00         | [ 41 ]  |

## Tiếp nhận

### Đánh giá chuyên môn
Bộ phim nhận được số điểm 8.6 trên hệ thống đánh giá phim Douban.
Tờ The New York Times đánh giá: "Việc miêu tả về cuộc sống ở thành phố của Hứa Hồng Đậu và các đồng nghiệp còn tạo cảm giác thấm thía và cảm động hơn cả so với cuộc sống ở nông thôn. Cách miêu tả bộ phim một cách sống động đẹp như tranh vẽ, cũng càng khẳng định thuyết phục hơn tính ưu việt của di sản văn hóa và du lịch của tỉnh Vân Nam".
Giáo sư kiêm người hướng dẫn luận án tiến sĩ tại Đại học Truyền thông Trung Quốc, ông Hoàng Điển Lâm nhận xét trên Quang Minh nhật báo: "Phải nói rằng Đi đến nơi có gió bắt đầu cốt truyện theo cách phá vỡ chính mình để rồi tìm lại chính mình, nó đã chiếm được cảm tình của người xem từ những ngày đầu, đặc biệt là khán giả trẻ. Cuộc sống ban đầu của Hứa Hồng Đậu chính là điều mà vô số nam, nữ thành thị đang trải qua. Nhưng trong số họ, có rất ít người có dũng khí kiên quyết từ chức như nhân vật chính, rời xa chốn phồn hoa đô thị, quay về vùng quê thôn dã tìm một không gian sống, một cách sống mới. Ở khía cạnh này, Đi đến nơi có gió giống như một hành trình giả lập của cuộc sống, dẫn dắt khán giả theo chân nhân vật chính Hứa Hồng Đậu đến "chốn Đào Nguyên" ở thôn Vân Miêu Đại Lý, gặp gỡ một nhóm người hoàn toàn khác biệt và chầm chậm trải nghiệm một cách sinh hoạt khác. Chính nhu cầu định vị lại giá trị sống và nhận thức lại bản thân cũng như để phù hợp hơn với trải nghiệm sống của giới trẻ, bộ phim đã lấy tiểu viện Hữu Phong làm trung tâm, thôn Vân Miêu làm điểm xuất phát để triển khai câu chuyện. Điều này giải quyết hiệu quả vấn đề logic truyền thống rằng chủ đề thời đại lấn át các câu chuyện cá nhân và phù hợp hơn với trải nghiệm sống của giới trẻ đương đại. Sự phát triển từng lớp từ câu chuyện cá nhân đến câu chuyện quần thể là cốt lõi để triển khai mạch truyện. Cách kể này tự nhiên và sinh động, từ nhỏ đến lớn, từ vi mô đến vĩ mô, dễ được khán giả nhận biết hơn."
The Paper nhận xét bộ phim rất mộng mơ, nhưng đôi khi lại có những đoạn ngắt nhàm chán. Quá trình gặp gỡ và quen biết của nam nữ chính không có những tình tiết éo le của phim thần tượng mà diễn ra tự nhiên theo kiểu chậm rãi, điều này làm cho việc tích lũy tình cảm trở nên chắc chắn hơn. Tác phẩm cũng truyền tải một số quan niệm tích cực như thanh niên tham gia xây dựng nông thôn, hướng nông thôn đến cuộc sống khá giả. Nhưng Đi đến nơi có gió còn "quá lý tưởng hóa, tại sao quá trình thoát nghèo, làm giàu lại diễn ra suôn sẻ như vậy?".
Tề Lỗ vãn báo đánh giá: Đi đến nơi có gió đã tạo nên sự cân bằng thú vị giữa phim thần tượng và phim cải cách nông thôn, không chỉ có tình yêu lãng mạn điền viên mà khán giả cần mà còn không hoàn toàn xa rời khỏi nền tảng sáng tác thôn quê, cả hai kết hợp kết hợp với nhau hình thành phong cách điền viên chữa lành độc đáo . Phóng viên Triệu Lượng thuộc Công nhân nhật báo cho rằng với chủ đề và ý tưởng độc đáo, bộ phim đã nắm bắt chính xác tâm lý và mong muốn chung của người thành thị đương đại, đặt ra những suy nghĩ triết học về ý nghĩa của cuộc sống trong đời thường, cũng như có một bước tiến mới trong việc khám phá đề tài phim chấn hưng nông thôn.

## Ảnh hưởng

### Tác động văn hóa và du lịch
UNESCO nhận xét trong bộ phim, vai diễn Tạ Chi Dao của Lý Hiện đã phát huy sức mạnh của Di sản văn hóa phi vật thể làm hồi sinh nền kinh tế của làng Vân Miêu. "Di sản văn hóa phi vật thể không chỉ là kết tinh quý giá của những sáng tạo trước đây mà còn là nguồn lực quan trọng cho những sáng tạo sau này. Đưa di sản văn vào giáo dục sẽ giúp di sản được kế thừa và phát huy sức mạnh của nó."
Tân Hoa Xã xác nhận bộ phim đã khiến lượng tìm kiếm địa điểm quay phim, du lịch tại Vân Nam tăng gấp 50 lần. Về hàng không, từ ngày 2 đến ngày 8 tháng 1, sân bay Đại Lý đã đảm bảo thực hiện tổng cộng 349 chuyến bay, tăng 25% so với tháng trước. Số chuyến bay và hành khách bước vào giai đoạn hồi phục. Tận dụng cơn gió đông Đi đến một nơi có gió và giai đoạn vàng du lịch tết xuân, Vân Nam đã một lần nữa nghênh đón sự dậy sóng du lịch. Trung Quốc Tân Văn xã đưa tin nhiều món ăn trong phim trở nên nổi tiếng, doanh số bán đồ ăn mang đi như váng sữa chiên, bánh hoa tươi và rượu anh đào tăng vọt. Bộ phim đã kích thích nền kinh tế du lịch địa phương ở Vân Nam, cũng như dẫn đến tăng doanh thu của các nhà hàng Vân Nam nằm rải rác trên khắp Trung Quốc.
Nam Phương nhật báo nhận định Đi đến nơi có gió quan tâm đến việc kế thừa di sản văn hóa phi vật thể, đồng thời khơi dậy suy nghĩ của mọi người về giá trị của tuổi trẻ trong cuộc sống cũng như phá bỏ những "rào cản" giữa quá khứ và hiện tại. Sự nổi tiếng của bộ phim truyền hình mới Đi đến một nơi có gió đã khiến số lượng đơn đặt hàng homestay ở Đại Lý đã tăng đột biến trong một thời gian ngắn, thu hút rất nhiều khách du lịch trẻ tuổi đến, Báo Kinh tế quan sát phân tích.
Theo tờ Nhật báo Lệ Giang, kể từ khi sân bay Lệ Giang vượt ngưỡng 10.000 hành khách chỉ trong một ngày vào ngày 7 tháng 1, lượng bảo vệ hành khách hàng ngày đã tăng đều đặn và tiếp tục duy trì ở mức cao sau khi vượt qua 13.000 hành khách vào ngày 13 tháng 1. Từ ngày 7 tháng 1 đến ngày 16 tháng 1, mười ngày trước đợt cao điểm du lịch Tết Nguyên đán, sân bay Lệ Giang đảm bảo 12.000 hành khách mỗi ngày và 14.011 hành khách vào ngày 14 tháng Giêng. Bộ phim truyền hình nổi tiếng Đi đến nơi có gió đã thúc đẩy sự bùng nổ du lịch tại Vân Nam.
Sau khi được Cục Tài chính Đại Lý thông báo và được Ban Tuyên giáo Châu ủy và Cục Văn hóa & Du lịch Châu tự trị thẩm duyệt. Cục Văn hóa & Du lịch Đại Lý đã đưa ra thông cáo: Dự kiến sẽ trao tặng số tiền hỗ trợ là 2 triệu nhân dân tệ (sấp xỉ 6,8 tỉ VNĐ) cho đội ngũ đoàn phim Đi đến nơi có gió. Đây tiếp tục là một trong những hành động thiết thực đến từ quan chức tỉnh Vân Nam dành cho đoàn phim như "Thư cảm ơn của Ủy ban Châu tự trị Đại Lý và Chính quyền nhân dân Châu tự trị Đại Lý", "Thư của Bí thư Tỉnh ủy Vân Nam", "Các buổi thảo luận hội nghị của Chính phủ", "Các buổi thảo luận nghiên cứu và báo cáo điều tra thực địa", "Văn bản khẳng định xác nhận giá trị của Chính phủ",.. Chủ đề Hoạt động giao lưu văn hóa kỷ niệm 65 năm quan hệ ngoại giao Trung Quốc - Campuchia.
Giải Phim dài tập xuất sắc nhất tại Giải thưởng truyền hình quốc tế Seoul lần thứ 18; giải Phim truyền hình xuất sắc nhất, giải Nữ diễn viên chính xuất sắc nhất (Lưu Diệc Phi) tại LHP Truyền hình Quốc tế Macao lần thứ 14; đề cử giải Gấu trúc vàng lần thứ nhất Hạng mục Nhạc phim hay nhất, Ủy ban Nghệ thuật Truyền hình Trung Quốc tổ chức Hội thảo phim truyền hình "Đi đến nơi có gió

## Giải thưởng và đề cử
| Giải thưởng                              | Hạng mục                          | Kết quả   | Ref           |
| ---------------------------------------- | --------------------------------- | --------- | ------------- |
| Giải Phi thiên lần thứ 34                | Phim truyền hình xuất sắc         | Đoạt giải | [ 58 ]        |
| Giải Kim Ưng lần thứ 32                  | Phim truyền hình xuất sắc         | Đoạt giải | [ 59 ]        |
| Giải Kim Ưng lần thứ 32                  | Nam diễn viên chính xuất sắc nhất | Đề cử     | [ 59 ]        |
| Giải thưởng Truyền hình Quốc tế Seoul    | Phim dài tập xuất sắc nhất        | Đoạt giải | [ 60 ] [ 61 ] |
| Giải Gấu Trúc Vàng lần thứ nhất          | Nhạc phim hay nhất                | Đề cử     | [ 62 ]        |
| Liên hoan phim Truyền hình Quốc tế Macao | Phim truyền hình xuất sắc nhất    | Đoạt giải | [ 63 ]        |
| Liên hoan phim Truyền hình Quốc tế Macao | Nữ diễn viên chính xuất sắc nhất  | Đoạt giải | [ 63 ]        |
| Giải thưởng Truyền hình Quốc tế Seoul    | Phim dài tập xuất sắc nhất        | Đoạt giải |               |

### Tranh cãi
Lưu Diệc Phi vốn được ban tổ chức Giải Kim Ưng lần thứ 32 đưa vào danh sách đề cử Nữ diễn viên chính xuất sắc, với các phim Đi đến nơi có gió và Mộng hoa lục. Từ đầu tháng 9, tên và ảnh của cô xuất hiện trên trang web của sự kiện cùng các diễn viên khác, để khán giả bình chọn. Tuy nhiên, đến ngày 10/9, thông tin về Lưu Diệc Phi biến mất khỏi trang web lễ trao giải. Nhiều trang báo lớn đặt ra nghi vấn lý do của việc xóa tên này là do vấn đề quốc tịch của Lưu Diệc Phi, theo đó Giải Kim Ưng 2024 yêu cầu các ứng viên đề cử phải có quốc tịch Trung Quốc, trong khi Lưu Diệc Phi hiện đang mang quốc tịch Mỹ. Bên cạnh Lưu Diệc Phi các nghệ sĩ khác là Tưởng Thi Manh (quốc tịch Anh), Trần Xung (Mỹ), Tư Cầm Cao Oa (Thụy Sĩ) và Phùng Gia Di (Australia) cũng bị giải thưởng Kim Ưng lần thứ 32 gạch bỏ tên.

## Nhạc phim
| STT | Nhan đề                              | Phổ lời                | Phổ nhạc     | Trình bày       | Thời lượng |
| --- | ------------------------------------ | ---------------------- | ------------ | --------------- | ---------- |
| 1.  | "'Khúc hát đưa nôi'" (摇篮谣)        | Uông Thập Mễ           | George Dum   | Tư Tư Dữ Phàm   | 03:00      |
| 2.  | "'Đi đến nơi có gió'" (去有风的地方) | Uông Thập Mễ           | Uông Thập Mễ | Úc Khả Duy      | 03:51      |
| 3.  | "'Mỗi ngày'" (日日)                  | Tát Cát                | Tát Cát      | Trần Lạp        | 03:44      |
| 4.  | "'Gió'" (风)                         | Kim Đại Châu           | Tát Cát      | Ngưu Tuấn Phong |            |
| 5.  | "'Saddle of My Heart'"               | Tát Cát                |              | Teloupe         |            |
| 6.  | "'A Beautiful Smile'"                | Ngô Xu Đình            | Lilien       | Kim Mân Kỳ      | 03:53      |
| 7.  | "'Thật tốt'" (好好的)                | Tát Cát                |              | Tát Cát         |            |
| 8.  | "'Validate'"                         | Hwang Yong Ju, Teloupe |              | Teloupe         |            |
| 9.  | "'Flower Road'"                      |                        |              |                 |            |